# Homøopatisk magi
Homøopatisk magi er en speciel kategori af magi, som er beskrevet af antropologen og religionsforskeren James George Frazer. Frazer beskriver magi og religion ud fra et intellektualistisk synspunkt og mener dermed, at mennesket grundlæggende er et rationelt væsen, der kun anvender religiøs og magisk tro i primitive samfund, hvor der ikke er kendskab til andre og bedre forklaringsmodeller som f.eks. videnskab.
Homøopatisk magi er magi, der bygger på et princip om, at symbolsk lighed gennem ritualer kan animeres og transformeres til konkret lighed. Eksempler på ritualer, der ligger inden for denne magiske kategori, er voodoo, hvor man tror på, at man kan såre et menneske ved at påføre skade til en dukke, der ligner vedkommende, eller i imitationsdanse, hvor man tror, at man kan opnå bjørnens styrke, hvis man udfører et ritual, hvor man danser som en bjørn.
Frazers kritik af den homøopatiske magi består i, at den efter hans mening drager den fejlslutning, at ting, der ligner hinanden er det samme, eller i hvert fald konvergerer på vigtige områder.